# Boyacá
Boyacá es uno de los treinta y dos departamentos de la República de Colombia, con capital en Tunja. Está ubicado en el centro-este del país, en la región andina. Se creó durante la reforma constitucional de la Confederación Granadina del 22 de mayo de 1858.
En el territorio boyacense se libraron batallas determinantes para la independencia de Colombia. Por este motivo, el libertador Simón Bolívar lo denominó "Cuna y Taller de la Libertad" y en su honor fue creada la Orden de Boyacá en 1819.

## Toponimia
El nombre de Boyacá proviene del vocablo muisca "Boiaca", que significa "Región de la Manta Real" o "Cercado del Cacique", el cual se deriva etimológicamente de las palabras boy (manta) y ca (cercado). Este nombre le fue dado al departamento en 1821 por el congreso de Cúcuta, en honor al río Boyacá (nombre chibcha del río Teatinos), en el cual se encuentra el puente en donde se libró la batalla más determinante para la independencia de Colombia. Antes del Congreso de Cúcuta, la jurisdicción del actual departamento hacía parte de la provincia de Tunja, recibiendo el mismo nombre de su ciudad capital, Tunja.

## Historia

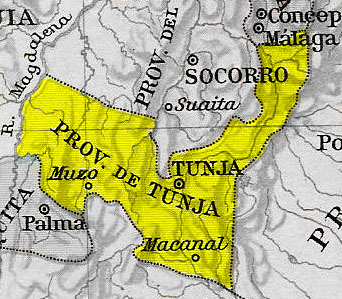
Provincia de Tunja en 1810.

Los primeros pobladores del territorio boyacense llegaron hace unos 12.000 años. Hacia el año 500 a. C. el pueblo muisca ocupa la región, la cual en sus manifestaciones de organización social, cultural y productiva era la más desarrollada del país. En el momento del arribo de los españoles, el territorio muisca estaba organizado en tres cacicatos: Hunza, bajo el mando del zaque, Tundama y Sugamuxi. Fue uno de los pueblos que alcanzó el mayor desarrollo cultural en Sudamérica septentrional, se dedicaban principalmente a la agricultura, los tejidos y el trabajo minero.
En 1537, llegó a este territorio Gonzalo Jiménez de Quesada para ocupar las tierras, distribuir a los indígenas en encomiendas, obtener recursos y poblar. En 1539, Gonzalo Suárez Rendón fundó a Tunja y a otras poblaciones ocupadas por los antiguos caseríos indígenas. Durante la colonia, la ciudad de Tunja fue uno de los más importantes centros políticos y económicos. A principios del siglo XIX, el territorio se denominaba provincia de Tunja y tras el grito independentista de Santafé, proclama su constitución el 9 de diciembre de 1811 y declara su independencia el 10 de diciembre de 1813. No obstante, durante la reconquista en 1816, el régimen del terror mandó fusilar a un gran número de patriotas en todo el territorio. Después de varios siglos de dominación española y tras arduas y heroicas batallas (como la del Pantano de Vargas) se obtuvo la independencia definitiva en la batalla del Puente de Boyacá, donde el día 7 de agosto de 1819 las tropas al mando del libertador Simón Bolívar se impusieron sobre los españoles. Templos, conventos, calles y monumentos históricos dan cuenta de su protagonismo en las dos pasadas centurias.

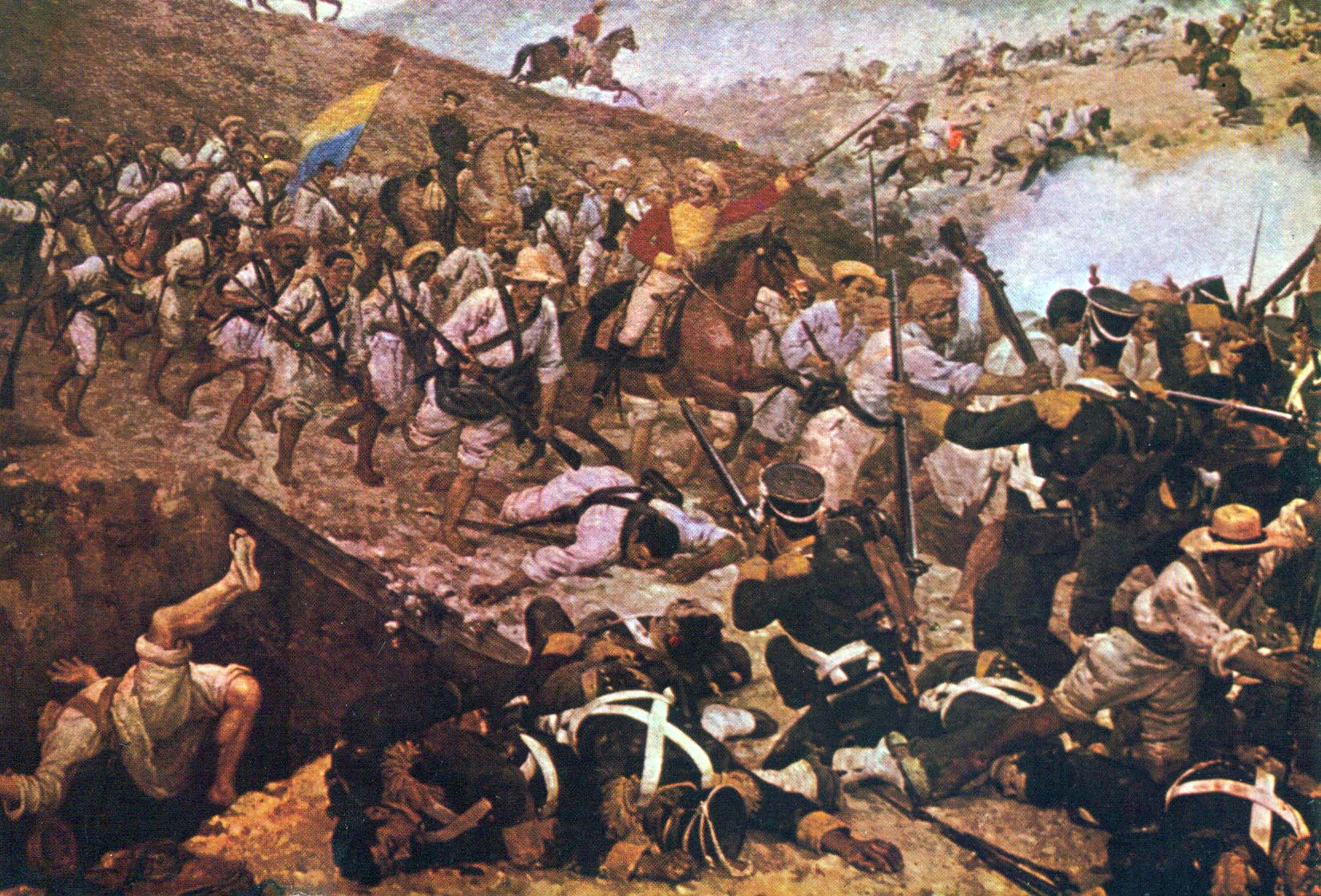
La Batalla de Boyacá.

La Constitución de Cúcuta en 1821 dividió el país en departamentos, estos en provincias, las provincias en cantones y estos últimos en parroquias; así inicio su vida como entidad administrativa el departamento de Boyacá integrado por las provincias de Tunja, Pamplona, Socorro y Casanare. Por virtud de la Ley del 15 de junio de 1857, Boyacá obtuvo su creación como Estado Soberano asociado de la Confederación Granadina, formado por las provincias de Tunja, Tundama, Casanare, y los cantones de Chiquinquirá y Vélez; según la Ley del 31 de octubre del mismo año se crearon 4 departamentos, Tunja con 42 distritos, Tundama con 46, Casanare con 21 y Oriente con 6.
Mediante la Constitución de Rionegro en 1863 las divisiones administrativas de Boyacá sufrieron varias modificaciones y según la Ley 10 del mismo año se adoptó una nueva división en 6 departamentos: Casanare, Tundama, Norte, Occidente, Oriente y Centro. La Constitución de 1886, de carácter centralista, dividió el país en departamentos, estos en provincias y las provincias en municipios; la Ley 68 de 1890 cedió a Boyacá el territorio Vásquez (actualmente Puerto Boyacá); las provincias fueron suprimidas en 1911 por Decreto Ejecutivo n.º 306 y por el Decreto Ejecutivo n.º 306 de 1911, varios municipios le fueron segregados para constituir la comisaría de Arauca; posteriormente los municipios pertenecientes a la Orinoquía formaron la intendencia de Casanare, siendo su territorio anexado nuevamente al departamento de Boyacá en 1950. En el año de 1973 se segregaron de nuevo estos municipios para conformar el territorio actual.
En Boyacá han nacido 8 presidentes de la República de Colombia:
- José Joaquín Camacho (1814 - 1815), nacido en Tunja.
- José Ignacio de Márquez (1832; 1837 - 1841), en Ramiriquí.
- Santos Acosta (1867 - 1868), en Miraflores.
- Santos Gutiérrez (1868 - 1870), en El Cocuy.
- Sergio Camargo (1877, interino), en Iza.
- Rafael Reyes Prieto (1904 - 1909), en Santa Rosa de Viterbo,
- Enrique Olaya Herrera (1930 - 1934), en Guateque,
- Gustavo Rojas Pinilla (1953 - 1957), en Tunja.
- Clímaco Calderón (21 de diciembre de 1882 - 22 de diciembre de 1882)

## División político-administrativa

Provincias de Boyacá.

El departamento de Boyacá está dividido en 123 municipios y 251 centros poblados, los cuales están distribuidos en 13 provincias (incluyendo el distrito fronterizo y la zona de manejo especial). 
Los municipios están agrupados en 45 círculos notariales con un total de 53 notarías, un círculo principal de registro con sede en Tunja y 15 oficinas seccionales de registro. El departamento conforma la circunscripción electoral de Boyacá.
De acuerdo con los resultados del censo 2005, cinco municipios de Boyacá superan los 50.000 habitantes y tres de ellos tienen más de 100.000: Tunja, Duitama y Sogamoso.

### Rama Judicial
Boyacá está representado por el Tribunal de Justicia de Boyacá en Tunja por 7 circuitos judiciales:
- Chiquinquirá: Briceño, Buenavista, Caldas, Chiquinquirá, Coper, La Victoria, Maripí, Muzo, Otanche, Pauna, Quipama, Ráquira, Saboyá, San Miguel de Sema, San Pablo de Borbur, Sutamarchán, Tinjacá y Tunungua

- Garagoa: Chinavita, Garagoa, Macanal, Pachavita, San Luis de Gaceno, Santa María y Umbita

- Guateque: Almeida, Chivor, Guateque, Guayatá, La Capilla, Somondoco, Sutatenza y Tenza

- Miraflores: Berbeo, Campohermoso, Miraflores, Paez, San Eduardo y Zetaquirá

- Moniquirá: Chitaraque, San José de Pare, Moniquirá, Santana, Santa Sofia y Togüí

- Ramiriquí: Ciénaga, Jenesano, Nuevo Colón, Ramiriquí, Rondón, Tibaná y Viracachá

- Tunja: Arcabuco, Boyacá, Chiquiza, Chivatá, Combita, Cucaita, Gachantivá, Motavitá, Oicatá, Sáchica, Samacá, Siachoque, Sora, Soracá, Sotaquirá, Toca, Tunja, Turmequé, Tuta, Ventaquemada y Villa de Leyva

Por su parte Santa Rosa de Viterbo tiene su propio distrito judicial agrupado en 7 circuitos:
- Duitama: Duitama, Nobsa, Paipa y Tibasosa

- El Cocuy: Chiscas, El Cocuy, El Espino, Guacamayas, Güicán, Panqueba y San Mateo

- Paz de Río: Betéitiva, Paz de Rio, Sativanorte,Sativasur y Tasco

- Santa Rosa de Viterbo: Belén, Cerinza, Corrales, Duitama, Floresta, Santa Rosa de Viterbo, Susbanzá y Tutazá

- Soatá: Boavita, Covarachía, La Uvita Soatá, Susacón y Tipacoque

- Socha: Chita, Jericó, Socha y Socota

- Sogamoso: Aquitania, Cuítiva, Firavitoba, Gámeza, Iza, Labranzagrande, Mongua, Monguí, Paya, Pesca, Pisba, Sogamoso, Topaga y Tota

Se exceptúa de ambas jurisdicciones Puerto Boyacá (por pertenecer al distrito judicial de Manizales en Caldas) y Cubará (por pertenecer al circuito judicial de Saravena en Arauca)

### Policía
El departamento de Boyacá posee varias jurisdicciones en términos de acción policial:
- Región 1: Metropolitana de Tunja y el resto, a la Departamental de Boyacá (zonas occidental y oriental)
- Región 5: Puerto Boyacá en jurisdicción de la Departamental del Magdalena Medio (DEMAM) y Cubará, de la Departamental de Arauca (DEARA)

### Jurisdicciones ambientales
El departamento de Boyacá, a pesar de tener la Secretaría de Ambiente y Desarrollo Sostenible como entidad que gestiona las políticas ambientales, el territorio está dividida en varias jurisdicciones dependiendo de las características ambientales, hídricas, biológicas y geográficas de estos:
- CAR Cundinamarca: tiene jurisdicción en partes de las provincias de Occidente (Buenavista, Caldas, Chiquinquirá, Saboyá y San Miguel de Sema) y de Ricaurte (Ráquira), abarcado la parte alta del río Suárez.[22]
- Corpoboyacá: abarcan bajo su jurisdicción la zona Occidental con Puerto Boyacá y gran parte de la provincia de Occidente y la Oriental con Centro (excepto Ventaquemada), Gutiérrez, Lengupá (excepto Campohermoso), Márquez (municipio de Rondón), Norte, Ricaurte (excepto Ráquira), Sugamuxi, Tundama y Valderrama.[23]
- Corpochivor: tiene su jurisdicción en la provincia de Márquez (excepto Rondón), Centro (Ventaquemada), Oriente, Neira y Lenguapá (Campohermoso)
- Corporinoquía: tiene jurisdicción en el municipio de Cubará y la provincia de La Libertad.[24]

## Geografía

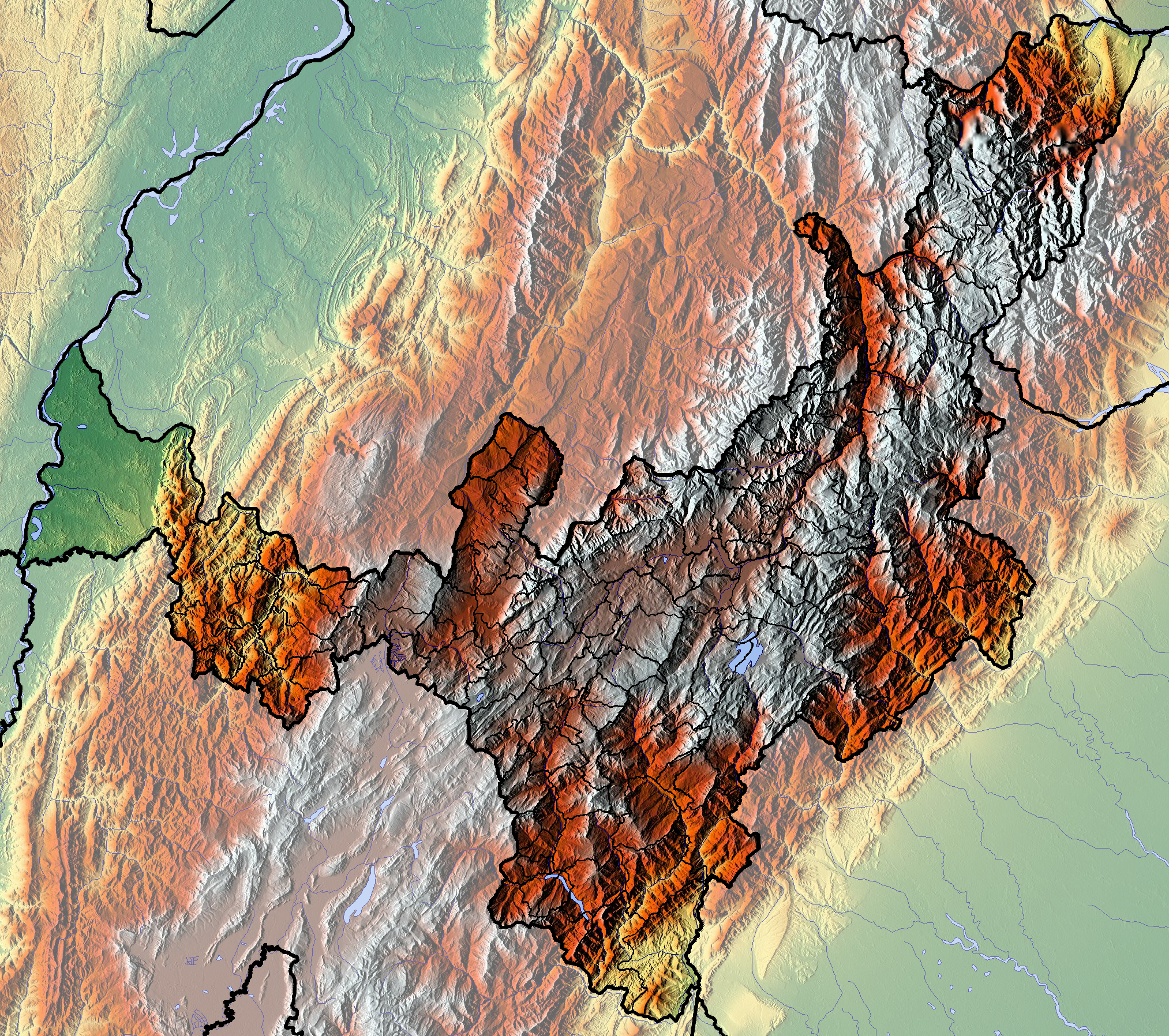
Mapa físico de Boyacá.

El departamento de Boyacá está situado en el centro del país, en la cordillera oriental de los Andes; localizado entre los 04°39′10″ y los 07°03′17″ de latitud norte y los 71°57′49″ y los 74°41′35″ de longitud oeste. Cuenta con una superficie de 23 189 km², lo que representa el 2,03 % del territorio nacional. 

### Localización geográfica
En el territorio de Boyacá se presenta una diversidad de accidentes geográficos que forman las regiones fisionómicas del valle del río Magdalena, la cordillera Oriental, el Altiplano Cundiboyacense y el piedemonte de los llanos orientales. Gracias a ello, en el departamento se presentan todos los pisos térmicos con temperaturas desde los 35 °C en Puerto Boyacá, hasta temperatura bajo cero grados, en la Sierra Nevada de Güican y El Cocuy, las cuales presentan alturas de hasta 5.490 m y en el Páramo de Pisba con alturas de hasta 4.000 m.
En el centro del departamento hay un área hondonada bañada por el río Gacheneca conocida como el desierto de la Candelaria, ubicada siete kilómetros al nororiente de Ráquira y en la cual se destaca el monasterio agustino construido en 1604. Al occidente del departamento se ubica el Territorio Vásquez en el valle del Magdalena Medio que se caracteriza por presentar alturas inferiores a 500 m s. n. m. y por constituir una región rica en petróleo.
| Noroeste: Santander            | Norte: Santander        | Nordeste: Norte de Santander, Venezuela, Arauca |
| Oeste: Antioquia               |                         | Este: Casanare                                  |
| Suroeste: Cundinamarca, Caldas | Sur: Cundinamarca, Meta | Sureste: Casanare                               |

### Hidrografía de Boyacá
Boyacá es un departamento rico en agua, sus tierras están surcadas por numerosos ríos que constituyen un gran potencial eléctrico para el departamento y el país, ejemplo de ello es la represa de Chivor ubicada en la provincia de Oriente y Neira que tiene 22 kilómetros de longitud y cubre 1200 hectáreas, con un volumen de 815 millones de metros cúbicos de agua. Su construcción se inició en el año 1969 y finalizó en 1976 «con una inversión total de diez mil millones de pesos financiados por empresas nacionales, empréstitos concedidos por el Banco Interamericano de Reconstrucción y Fomento, el Banco Interamericano de Desarrollo (BID) y algunos créditos de proveedores y bancos comerciales».
Los ríos que corren por el territorio boyacense conforman cinco cuencas hidrográficas que llevan sus aguas a cinco ríos importantes como son: el Magdalena, el Suárez, el Chicamocha, el Arauca, el Meta y además por las subcuencas de los ríos Guavio, Cravo Sur, Lengupá, Upía, Cusiana y Pauto.
Cuencas hidrográficas
El departamento de Boyacá cuenta con tres cuencas hidrográficas sobre los ríos Magdalena, Arauca y el Meta.
La cuenca del río Magdalena se ubica en la zona occidente y centro del departamento, el río Magdalena surca el territorio del departamento por espacio de 72 km, en su ribera se ubica la población de Puerto Boyacá, recibe las aguas de los ríos Chicamocha y Suárez entre otros. El río Chicamocha nace en las cercanías de Tunja y en su recorrido se le llama río Jordán, Grande, Tunja, río Sogamoso y Chicamocha propiamente dicho, en inmediaciones de la población de Paz de Río inicia el cañón del Chicamocha, recorre los departamentos de Boyacá y Santander; recibe como tributario a los ríos Sotaquira, Chitano, Jabonera, Soapagua y Nevado. El río Suárez nace en la laguna de Fúquene, en límites de los departamentos de Boyacá y Cundinamarca, sus afluentes principales son los ríos Chiquinquirá, Saboya, Moniquirá, Pómeca y Lenguaruco. A esta cuenca pertenecen las lagunas de Palagua y Marañal en territorio de Puerto Boyacá.

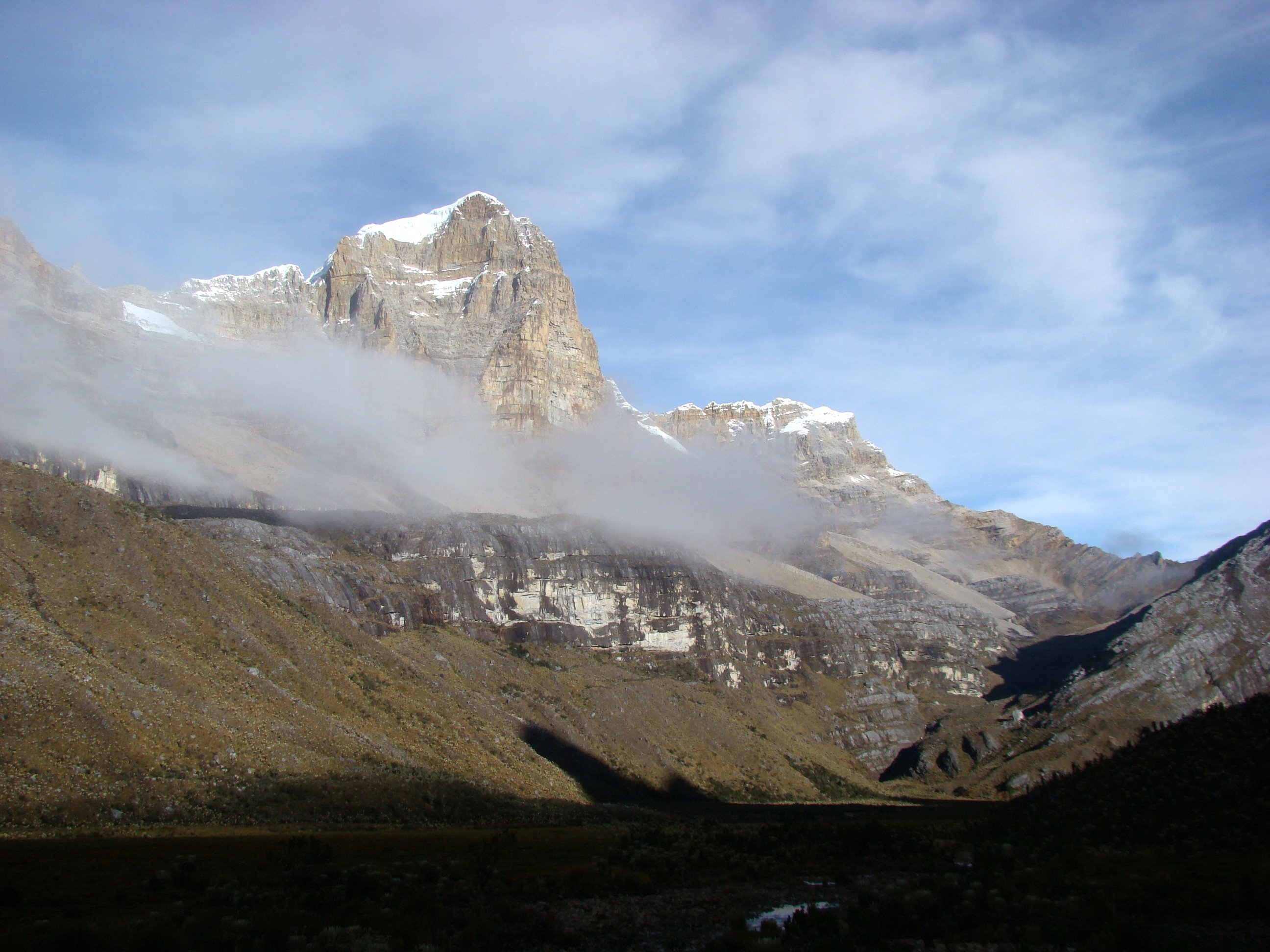
La cumbre del Ritacuba Blanco en el parque nacional natural del Cocuy.

### Parques naturales
- Parque nacional natural Pisba
- Santuario de fauna y flora Guanentá Alto Río Fonce
- Parque nacional natural Cocuy
- Santuario de fauna y flora Iguaque

## Demografía
Los municipios más poblados del departamento para 2025 son:
| Evolución de la población del departamento de Boyacá (1912-2025)          |
|                                                                           |
| Población según censo. Población según proyección.Fuente: Statoids. DANE. |

De acuerdo con las proyecciones del censo 2005 del DANE, la población total de Boyacá es de 1 278 061 habitantes para el año 2016, en donde la población masculina representa el 52,24% y la población femenina el 50,21%.

### Etnografía
- Mestizos & blancos (98,86%)
- Afrocolombianos (1,12%)
- Amerindios (0,48%)

La migración europea se hace más evidente en el departamento, ya que, a la llegada de estos, los aborígenes chibchas eran muy abundantes, por cuanto se requirió de muchos andaluces, extremeños y castellanos para poder controlar la región (especialmente en Tunja, la ciudad capital). Estudios genéticos han determinado que el cromosoma Y en los hombres cundiboyacenses (Cundinamarca y Boyacá) es de marcado origen europeo-español (más del 80%) mientras que el ADN mitocondrial X tiene una preponderancia indígena chibcha (85%), en este caso muisca. Además de los chibchas, habitaron el actual territorio boyacense los indígenas laches, chitareros y tunebos (provincias de Gutiérrez y Norte) que tenían relación con los mismos grupos guanes-chibchas de Santander en la provincia de García Rovira y cuenca del río Chicamocha que comparten los dos departamentos y junto con estos vivieron los muzos-caribes del occidente esmeraldífero de Otanche, Muzo y Puerto Boyacá en el Magdalena Medio.

### Migración
Aunque dentro de la historia colombiana la migración interna, desplazamiento o colonización más representativa fue la antioqueña, durante el tiempo de la violencia partidista se produjo un gran desplazamiento a lo largo y ancho del país, Boyacá no fue la excepción, donde debido a la violencia partidista y a la pobreza en general una gran parte de los boyacenses se desplazaron a principios del siglo XX hacia las zonas más frías del eje cafetero ya colonizadas por antioqueños, donde si bien no fundaron ninguna población, sí marcaron y cambiaron la relación cultural a donde llegaron. Como ejemplo está la iglesia de Nuestra Señora de Chiquinquirá en la ciudad de Manizales, el municipio de Murillo en el norte del Tolima y el corregimiento de San Félix en el municipio de Salamina (Caldas), entre otros.

## Economía

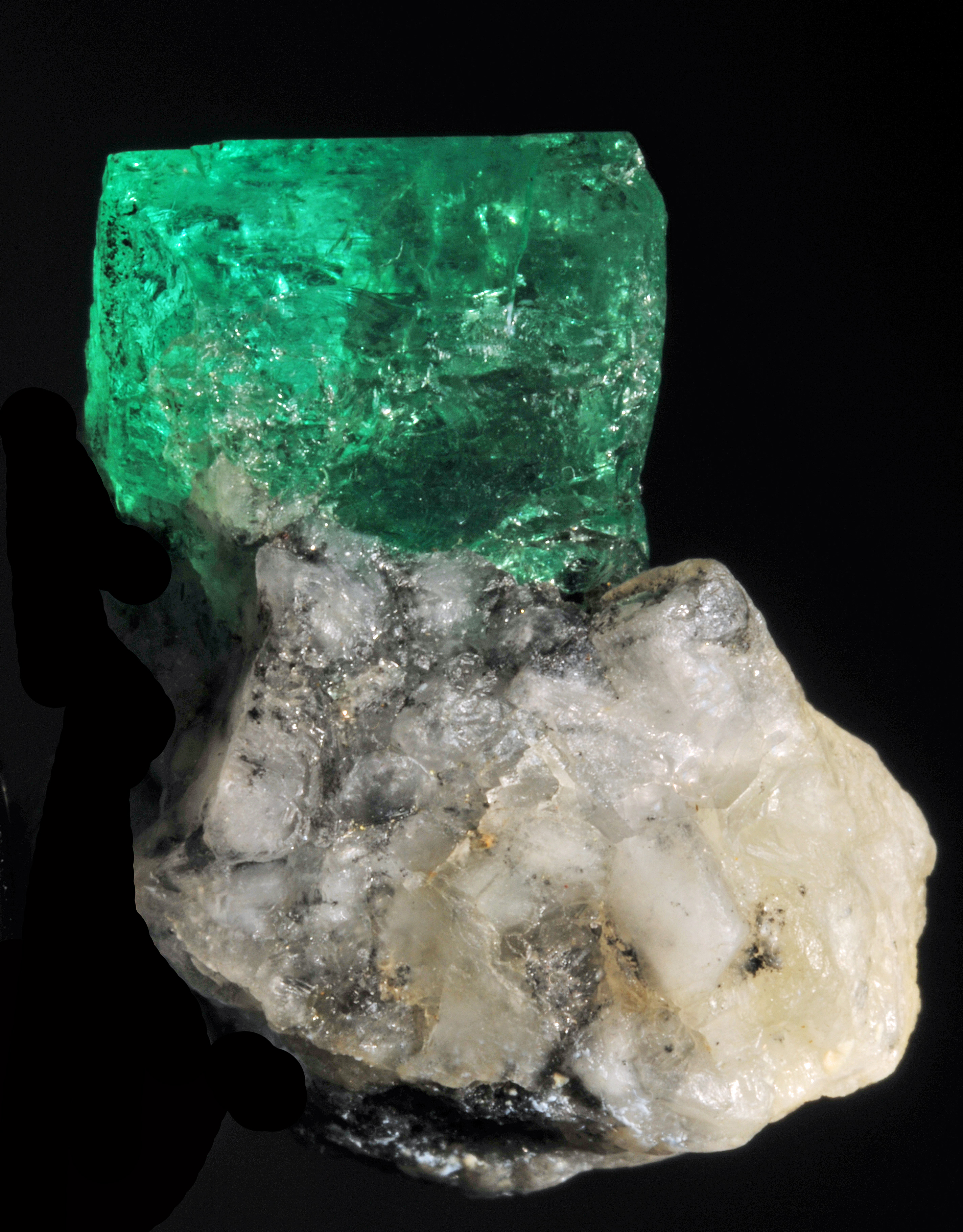
La extracción de esmeraldas es un sector comercial importante, Boyacá es el primer productor mundial.

### Zonas económicas
La principal zona económica del departamento es el Corredor Industrial de Boyacá, la zona más densamente poblada y la cual concentra el 90% de la industria y servicios del departamento. Geográficamente se encuentra en el Valle del Alto Chicamocha y cuenta con una población de medio millón de habitantes. Además de reunir las tres principales ciudades, Tunja ( sector político y servicios), Duitama (sector comercial, sector industrial y servicios) y Sogamoso (sector comercial, sector industrial y servicios) , reúne un enorme complejo turístico (Paipa) y artesanal (Nobsa y Tibasosa).

### Sectores económicos
Agricultura

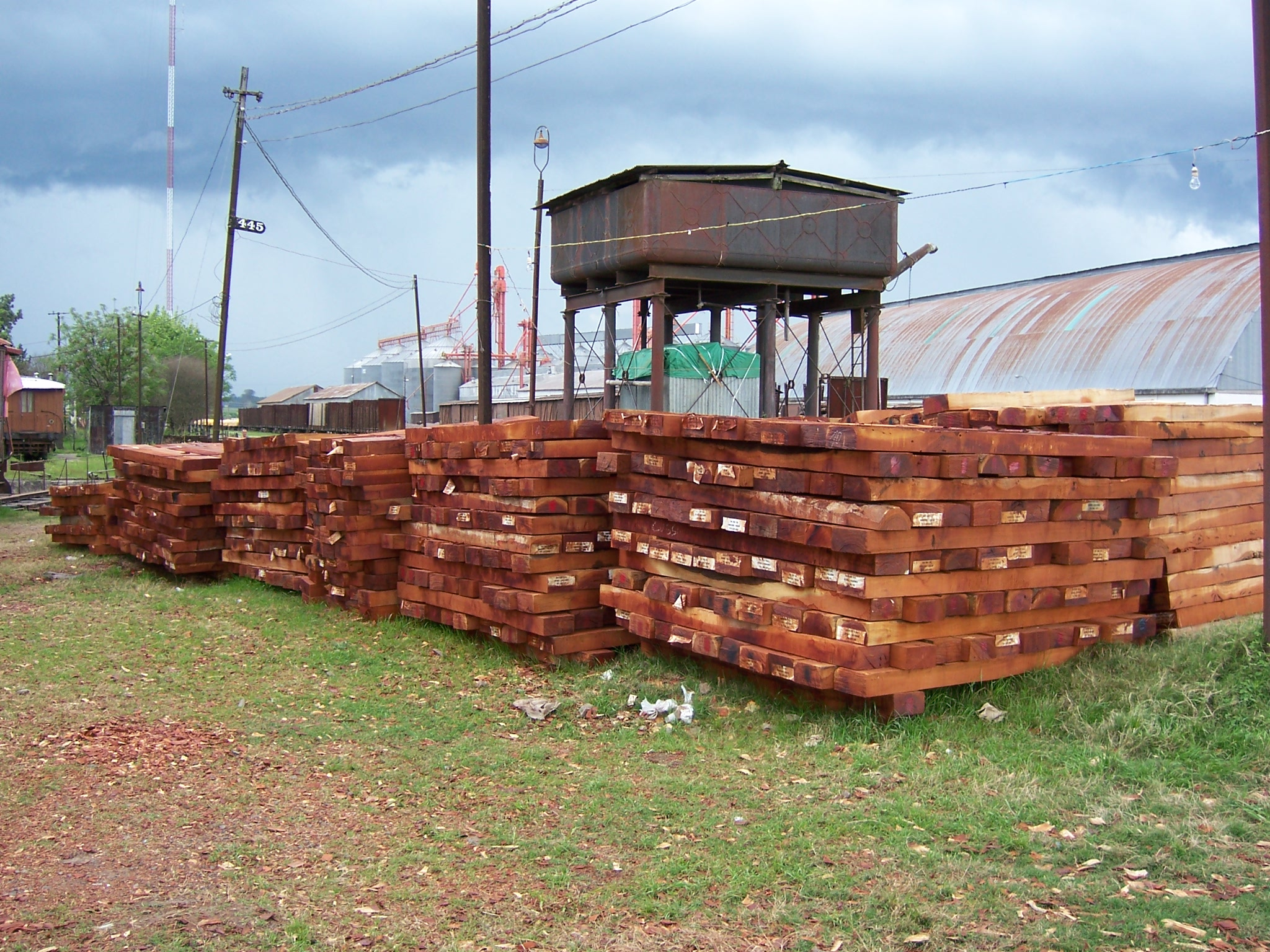
Industria maderera y la fabricación de muebles, una de las principales industrias del departamento.

En cultivos permanentes, el principal es la caña panelera que representa el 36% del total, seguido por el café (21%) y el cacao (0,8%). En cuanto al rendimiento, los principales productos son la cebolla en rama y la caña miel. En cuanto a los cultivos transitorios el más importante es la papa, que para 2010 mostró un incremento importante en áreas sembradas, le siguen en importancia el maíz tradicional (11%), el fríjol y la cebolla de bulbo (0,5%). Con respecto a los cultivos anuales, la yuca es el cultivo representativo.
Producción pecuaria
La región Andina Sur aportó 37,9% del total nacional de cabezas de ganado sacrificadas en 2010 destinadas en un 38,1% al consumo interno y 10,5% al total exportador nacional. La variación de peso en canal de vacuno aumentó entre enero y diciembre 23,4% pasando de 23.057.738 kg hasta los 28.442.126 kg.
Minería
El departamento de Boyacá se caracteriza por ser un departamento con variados recursos mineros. La mayor explotación se encuentra en la esmeralda, siendo el primer explotador de este mineral a nivel nacional. También se destaca la producción de carbón en municipios como Samacá (una parte de los yacimientos de carbón son explotados de manera ilegal). Una de las principales industrias mineras en Boyacá es Acerías Paz del Río.

## Transporte
De acuerdo con el decreto 1735 de agosto de 2001 que fija la Red Nacional de Carreteras, son dos las carreteras troncales cruzan el departamento: la Troncal Central (ruta nacional 45A) que conecta a Bogotá con Chiquinquirá y Saboyá, y sigue hacia el norte al departamento de Santander, y la Troncal Central del Norte (ruta nacional 55), que desde la autopista del norte en Bogotá entra al departamento de Boyacá pasando por los municipios de Ventaquemada, Tunja, Paipa, Duitama y Soatá, siguiendo hacia el departamento de Santander (una variante de esta ruta se desvía en Duitama a Sogamoso).
Así mismo, se cuentan dos carreteras transversales que cruzan el departamento: la transversal del Carare (ruta nacional 62), que conecta a Tunja con Barbosa (Santander) pasando por Arcabuco, y la transversal Puerto Boyacá - Monterrey (ruta nacional 60), que conecta Tunja, Sutamarchán, Chiquinquirá, Otanche y Puerto Boyacá. Otras carreteras regionales menos desarrolladas son la que conecta Tunja y Ramiriquí, otra conecta Belén y Socha, una tercera une Arcabuco, Villa de Leyva, Sáchica y Samacá, la carretera circular entre Sogamoso, Aquitania, Tota e Iza (bordeando la laguna de Tota) y la conexión Sogamoso, Pesca, Toca, Soracá y Tunja.
Finalmente el sistema de transporte férreo presenta dos alternativas de desarrollo a través de proyectos que actualmente se encuentran en curso: el tren del Carare que está en proyecto de construcción, el cual permitirá el transporte de carbón desde Cundinamarca hasta el Caribe y que cruzaría Boyacá en dos líneas: una que pasaría por Chiquinquirá y Saboyá desde Cundinamarca y otra que pasaría por Moniquirá, Tunja, Paipa y Tibasosa proveniente desde Barbosa (Santander), y se espera que esté finalizado en 2012 o 2013. El segundo proyecto es la reactivación de la línea del tren turístico que conecta Ventaquemada, Tunja y Sogamoso, la cual se destinaría principalmente a transporte de pasajeros.
Por otra parte, el departamento cuenta con tres aeropuertos: Aeropuerto Gustavo Rojas Pinilla de Tunja, se localiza al oriente de la ciudad capital, Aeropuerto Alberto Lleras Camargo localizado en Sogamoso, y el Aeropuerto Juan José Rondón en Paipa.
En cuanto al transporte fluvial, el departamento cuenta con un puerto fluvial sobre el río Magdalena en Puerto Boyacá, el cual es de intensa actividad en la región del Magdalena Medio.

## Cultura

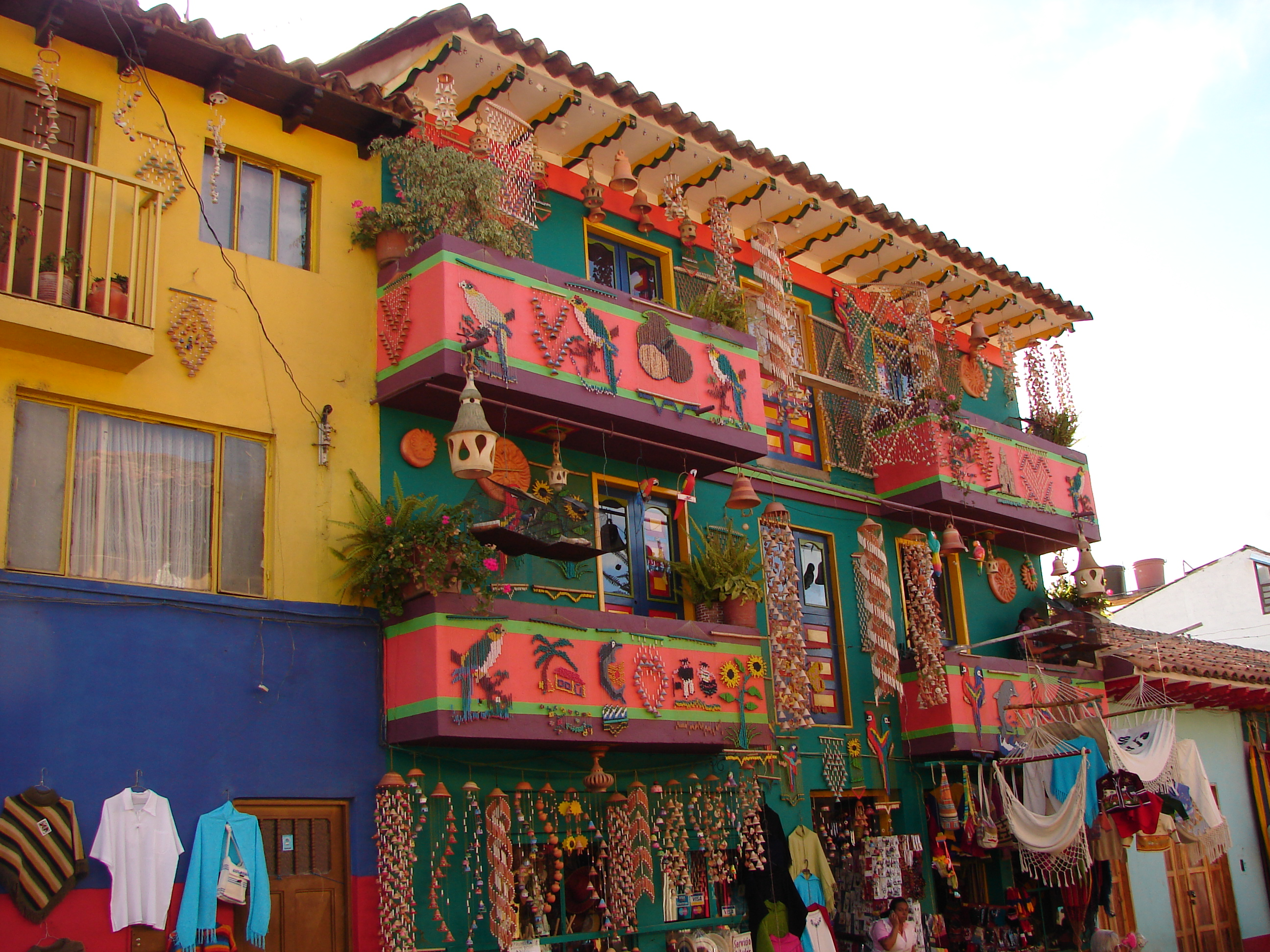
Venta de artesanías en Ráquira.

En todo el departamento se encuentran elementos culturales que mezclan las tradiciones de los pueblos aborígenes que habitaron la región con las costumbres españolas, impuestas durante la colonia.

### Arte
La artesanía es una de las expresiones artísticas más importantes de Boyacá, manifestada en la cerámica, la cestería, la orfebrería, el torno y el decorado, cuyos orígenes se pueden datar desde los tejidos aborígenes, elaborados en fibras vegetales como algodón y fique. También se destaca el uso artesanal de la tagua en algunos municipios como Chiquinquirá y Ráquira.
El evento artístico más importante del departamento es el Festival Internacional de la Cultura de Boyacá, que se realiza anualmente en el mes de septiembre, en el cual se presentan exposiciones, muestras de cine, obras de teatro y conciertos musicales. Dentro de las orquestas que han asistido se pueden mencionar Orquesta de Cámara de Leipzig, la Orquesta Sinfónica de Colombia, la Orquesta Filarmónica de Bogotá y la Orquesta Sinfónica de Boston. Los eventos de este festival se realizan en Tunja y otros municipios del departamento.
Uno de los artistas más destacados fue el pintor y escultor chiquinquireño Rómulo Rozo, quien desarrolló buena parte de su obra en México.

### Religión
La religión predominante es el Catolicismo principalmente profesada a través de la Iglesia católica, que ha influido notablemente en la idiosincrasia y la cultura de los habitantes del departamento durante su historia. Algunos de los templos más visitados por los feligreses son: La Basílica de Nuestra Señora del Rosario de Chiquinquirá, en donde se venera la imagen de la Virgen de Chiquinquirá considerada por los fieles como la santa patrona de Colombia, la cual de acuerdo con la tradición se encontró restaurada en 1586, y la Catedral Basílica Metropolitana Santiago de Tunja, construida en 1567 y sede de la arquidiócesis de Tunja, territorio eclesiástico del departamento. Basílica del Señor de los Milagros Sativasur, San José Sativanorte.

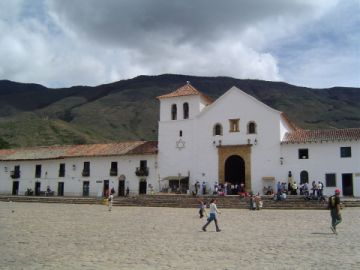
Villa de Leyva

### Gastronomía
- Bebidas: La chicha y el guarapo de maíz son las más antiguas. Del siglo XVII el masato de arroz, el Sabajón, el Kumis, la chucula y el agua de panela (o agüapanela); del XIX es la cerveza (de numerosas marcas que han hecho historia: Bavaria, Andina, costeña, Costeñita, Pilsen, Águila, etc, etc) también la cerveza de quinua (Hunzahua) de Siachoque y otras cervezas artesanales como Bruder y las bebidas gaseosas, como la tradicional Colombiana.
- Aperitivos y principios: Arepas boyacences, queso Paipa, bizcochos de almendra, cotudos, empanadas de higo, pan de yuca, canches de San Ignacio, cebolla chiroza, almojábanas de Paipa, regañonas de Palermo (Boyacá), chupe de papa criolla, envueltos de mazorca, longaniza, papas chorreadas, tamal boyacense, cuajada con melado (melao), mazorca asada.
- Sopas: Cuchuco de maíz, cuchuco de trigo con espinazo de copartidario (eufemismo para no mencionar al cerdo), changua, sopa de criadillas de cordero, sopa de pan en cazuela, caldo de costilla, sancocho,sopas de rullas, sopa de pasta, mondongo, mazamorra, y mute.
- Platos: Puchero boyacense, Indios Sotaquireños, pepinos rellenos, arroz tapado, cabeza y guiso de cordero, guiso de pata de res, cocido campesino, costillas de cordero asado, chuletas de cerdo, mazamorra chiquita, longaniza de Sutamarchán, salchicha roja, morcilla, papa criolla frita y el famoso cocido boyacense que contiene tubérculos casi desconocidos en las demás regiones del país algunos de ellos son las ibias, cubios, chuguas, habas verdes, mazorca, aguacate, alverja, entre otros.
- Postres: Torta de cuajada, esponjado de curuba,quesadillos rellenos, chicharrón de cuajada, plátanos maduros asados y rellenos con queso y dulce  de guayaba (bocadillo), torta de manzana, dulces de feijoa de Tibasosa, dátiles de Soatá, bocadillo veleño con queso, cocadas, dulce de moras, etc.

### Deporte

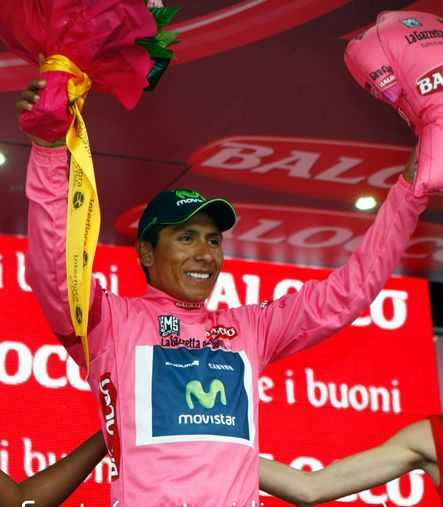
Nairo Quintana, campeón del Giro de Italia, Vuelta a España y subcampeón del Tour de Francia.

El departamento es cuna del tejo o turmequé, proveniente del municipio de Turmequé, uno de los deportes nacionales de Colombia.
Boyacá se ha destacado especialmente en la práctica del ciclismo, con algunos nombres destacados en competencias nacionales e internacionales como Nairo Quintana, Fabio Parra, Mauricio Soler, Oliverio Rincón, Rafael Antonio Niño, Libardo Niño, José Castelblanco, José "Chepe" González, José Patrocinio Jiménez, Roberto Buitrago, Alberto Camargo, Ángel Yesid Camargo, Edgar Corredor, Iván Parra, entre otros. Igualmente, la Vuelta a Boyacá (antes Clásica a Boyacá), competencia ciclística que se corre por carreteras del departamento, se ha convertido en la prueba regional de mayor reconocimiento a nivel nacional por el nivel de sus participantes.
En el fútbol profesional colombiano, el departamento cuenta con dos equipos. El Boyacá Chicó en Primera división y Patriotas de Segunda división, ambos equipos tienen como sede el Estadio La Independencia.
Boyacá tiene dos equipos profesionales de baloncesto originarios de Tunja que participan en la liga nacional: Águilas de Tunja y Patriotas de Boyacá.
En futsal se destaca con el equipo Deportivo Sanpas de Tunja en la Liga Colombiana de Fútbol Sala y en la Liga Profesional de Microfútbol con el equipo Esmeraldas del municipio de Chiquinquirá en rama masculina y Heroínas de Tunja FSC en la rama femenina.
Con su representativo en los Juegos Deportivos Nacionales de 2012 obtuvo el cuarto lugar de la tabla de medallería de la última edición de 2012, con 34 medallas de oro, 18 de plata y 37 de bronce. Además en el pasado fue uno de los organizadores de la XVI edición (2000), con 6 ciudades sedes del evento en las cuales se construyeron 11 escenarios deportivos nuevos y se adecuaron otros 10, dejando una importante infraestructura en materia deportiva para el departamento.
En atletismo se destaca José Querubín Moreno, medallista panamericano y participante en varias delegaciones olímpicas en la disciplina de marcha atlética.